# Dendropsophus schubarti
Dendropsophus schubarti är en groddjursart som först beskrevs av Werner C.A. Bokermann 1963.  Dendropsophus schubarti ingår i släktet Dendropsophus och familjen lövgrodor. IUCN kategoriserar arten globalt som livskraftig. Inga underarter finns listade i Catalogue of Life.